# 殯
殯（もがり）とは、日本の古代に行われていた葬送儀礼。死者を埋葬するまでの長い期間、遺体を納棺して仮安置し、別れを惜しみ、死者の霊魂を畏れ、かつ慰め、死者の復活を願いつつも遺体の腐敗・白骨化などの物理的変化を確認することにより、死者の最終的な「死」を確認すること。その柩を安置する場所をも指すことがある。殯の期間に遺体を安置した建物を「殯宮」（「もがりのみや」、『万葉集』では「あらきのみや」）という。
現在では、天皇・皇后・太皇太后・皇太后の大喪儀の一つとして行われる。

## 概要

### 日本の古文書にみる殯
『古事記』、『日本書紀』では殯、『万葉集』では大殯とされ、貴人を殯にした記録や、それを連想させる記録が散見されるが、具体的な方法などは記録されていない。
『日本書紀』においては、一書の九でイザナギがイザナミの腐乱した遺骸を見た際「伊弉諾尊欲見其妹 乃到殯斂之處」の殯斂や天稚彦（あめわかひこ）の殯「便造喪屋而殯之」（一書の一「而於天作喪屋殯哭之」）、巻8の仲哀天皇の死後にその遺体を武内宿禰による海路に穴門を通って豊浦宮におけるもの「竊收天皇之屍 付武内宿禰 以從海路遷穴門 而殯于豐浦宮 爲无火殯斂无火殯斂 此謂褒那之阿餓利」があり、その後数代して欽明天皇（欽明天皇32年4月15日（571年5月24日）死去）32年5月に河内古市に殯し、秋8月に新羅の未叱子失消が殯に哀悼した「五月 殯于河內古市 秋八月丙子朔 新羅遣弔使 未叱子失消等 奉哀於殯 是月 未叱子失消等罷 九月 葬于檜隈阪合陵」と記述される。なおこのときは1年に満たない殯である。
平安中期の貴族藤原行成の日記『権記』寛弘元年（1004年）三月十三日の条に、村上天皇の皇子女の殯処に関する記述があり、「此くのごとき処、皆、荒る」とあるところから、村上天皇の御代後の平安中期頃に殯を行う対象者の範囲や規模が縮小したと推察される。

### 隋書に記録された殯
『隋書』「卷八十一 列傳第四十六 東夷 俀國」には、死者は棺槨を以って斂（おさ）め、親賓は屍に就いて歌舞し、妻子兄弟は白布を以って服を作る。貴人は3年外に殯し、庶人は日を卜してうずむ。「死者斂以棺槨親賓就屍歌舞妻子兄弟以白布製服 貴人三年殯於外庶人卜日而 及葬置屍船上陸地牽之」とあり、また、『隋書』「卷八十一 列傳第四十六 東夷 高麗」（高句麗）には、死者は屋内に於て殯し、3年を経て、吉日を択（えら）んで葬る、父母夫の喪は3年服す「死者殯於屋内 經三年 擇吉日而葬 居父母及夫之喪 服皆三年 兄弟三月 初終哭泣 葬則鼓舞作樂以送之 埋訖 悉取死者生時服玩車馬置於墓側 會葬者爭取而去」とある。これらの記録から、倭国・高句麗とも、貴人は3年間殯にしたことがうかがえる。
なお、殯の終了後は棺を墳墓に埋葬した。長い殯の期間は大規模な墳墓の整備に必要だったとも考えられる。

## 皇室における「殯」
皇室喪儀令第一章大喪儀第六條「大行天皇太皇太后皇太后皇后ノ柩ハ之ヲ殯宮ニ奉遷ス」とあり、附式第一編大喪儀に詳しく方式が記されている。
殯宮は「もがりのみや」という名で天皇の大喪の礼に、また「ひんきゅう」という名で皇后・皇太后・太皇太后の斂葬の儀までの間、皇居宮殿内に仮設される遺体安置所の名として使用されることになっており、戦後に於いては昭和天皇や貞明皇后、香淳皇后の崩御の際に設置されている。
死後13日目に遺体を収めた柩は御所の櫬殿（しんでん）から宮殿内の殯宮（ひんきゅう）に移御され、45日目を目処に行われる大喪の礼や斂葬の儀までの間に、通夜にあたる諸儀式「殯宮祗候（ひんきゅうしこう）」が行われる。
- 殯宮祗候
  - 殯宮移御の儀
  - 殯宮日供の儀（毎日行われる）
  - 殯宮移御後一日祭の儀
  - 殯宮拝礼の儀
  - 殯宮二十日の儀
  - 殯宮三十日の儀
  - 殯宮四十日の儀
  - 斂葬前殯宮拝礼の儀
  - 斂葬当日殯宮祭の儀

2016年（平成28年）8月8日、第125代天皇（現・上皇）による「象徴としてのお務めについての天皇陛下のおことば」で殯についての言及があった。
これに先立つ2013年（平成25年）11月15日、天皇と皇后は宮内庁を通じ「自身の葬礼に火葬を希望する」旨を表明している。この場合、これまでよりも短期の殯宮祗候を斎行したのち、密葬にあたる葬送儀礼を経て火葬する。霊櫃（遺骨を納めた骨壷）を殯宮と同じ場所に設えた「奉安宮（ほうあんきゅう）」に安置し、本葬・斂葬の儀や国葬・大喪の礼を待つこととなる。

## 殯の衰退
殯の儀式は大化の改新以降に出された薄葬令によって、葬儀の簡素化や墳墓の小型化が進められた結果、仏教とともに日本に伝わったと言われる火葬の普及もあり、急速に衰退する。
青森県の一部の地域では忌中の家の前に1.8メートルくらいの長さの木の棒を2本交差させて、X印にしたものを門に飾る地域もある。殯の風習が形を変えて残っているものと思われる。

## 現代に生きる殯の名残
通夜は殯の風習の名残で、殯の期間が1日だけ、あるいは数日だけに短縮されたものとする説もある。沖縄でかつては広く行われ、現代でも一部の離島に残る風葬と洗骨の風習は、殯の一種の形態と考えられる。